# Новая коммунистическая партия Нидерландов
Новая коммунистическая партия Нидерландов (нидерл. Nieuwe Communistische Partij Nederland-NCPN; НКПН) — голландская коммунистическая политическая партия, основанная в 1992 году бывшими членами Компартии Нидерландов (КПН) и Лиги Коммунистов в Нидерландах (ЛКН).
НКПН издает газету, которая называется «Манифест» (нидерл. Manifest), которая выходит один раз в четыре недели. В газете публикуются как внутренние, так и международные новости, а также важные теоретические статьи. «Манифест» была основана как независимая коммунистическая газета в 1982 году. После образования ЛКН, предшественницы НКПН, эта газета была её официальным органом.
НКПН — это общенациональная партия. У неё есть представительство в нескольких муниципалитетах и отделения по всей стране.
Председатель партии — Йоб Прайсер (нидерл. Job Pruijser).
НКПН уделяет небольшое внимание участию в парламентских выборах. Большая часть активности партии направлена в строительство партии в местных организациях. Партия активна в протестных движениях, наиболее известные из которых в последние годы — это коалиция против войны в Ираке и против израильских вылазок в сектор Газа.
Партия приобретает влияние в голландском профсоюзном движении. Наиболее радикальная фракция в профсоюзе имеет неофициальные политические и идеологические связи с партией. Значительная часть материалов профсоюза написана в сотрудничестве с руководством НКПН.

## История
В 1982 году группа активистов внутри Коммунистической партии Нидерландов учредила газету «Манифест», что было вызвано их недовольством линией руководства КПН. В 1984 году эта группа основала Лигу Коммунистов в Нидерландах (VCN). После формального роспуска КПН в 1992 году, ЛКН совместно с группами бывших членов КПН основали НКПН. КПН распустилась для того, чтобы создать новую политическую партию «Зелёные левые» (нидерл. GroenLinks), преобразованную из альянса, в котором КПН участвовала в 1980-е годы.
В 1999 году местное отделение НКПН в регионе Схеемда откололось от партии и продолжило работу в качестве Объединённой коммунистической партии (нидерл. Verenigde Communistische Partij). Неизвестно, действует ли эта партия также за пределами района Схеемда.

## Выборы

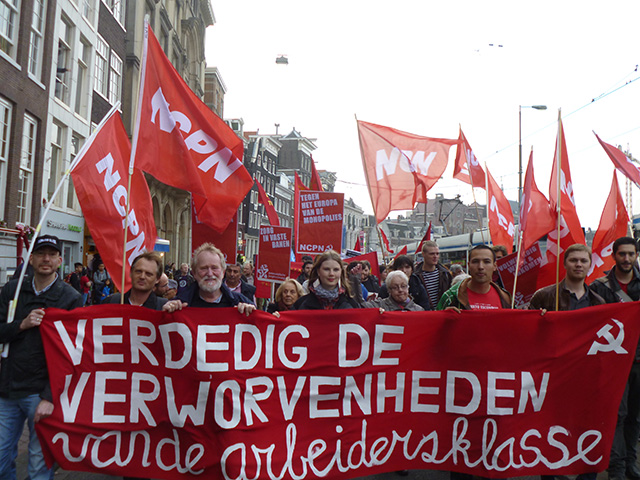
НКПН на первомайской демонстрации в Амстердаме, 2014 год

Во время муниципальных выборов 2006 года партия участвовала в выборах в следующих муниципалитетах:
- Амерсфоорт, 242 голоса (0,4 %) — 0 мест
- Амстердам — 490 голосов (0,2 %) — 0 мест
- Энсхеде — 291 голос (0,5 %) — 0 мест
- Гронинген — 539 голосов (0,6 %) — 0 мест
- Хейлоо — 1025 голосов (9,2 %) — 1 место (было достаточно голосов для того, чтобы получить второе место, но партия выдвинула только одного кандидата).
- Лемстерланд — 1038 голосов (16,3 %) — 3 места
- Рейдерланд — 621 голос (18,3 %) — 2 места

## Интернационал
НКПН участвовала в ежегодном Брюссельском Семинаре и ежегодной Международной конференции коммунистических и рабочих партий (организуемых Партией Труда Бельгии).
Партия является одним из организаторов конференции западноевропейских коммунистов, в которой принимают участие коммунистические партии Нидерландов, Германии, Люксембурга и Бельгии. У этих партий наблюдается высокий уровень сотрудничества в области теоретического анализа развития неолиберализма в Западной Европе.

## Молодёжь
Молодёжная организация — Коммунистическое молодёжное движение (Communistische Jongeren Beweging) была основана 21 сентября 2003 года, но реально существует с 2005 года. С тех пор она развилась в организацию из примерно 400—500 активистов, согласно данным её национального председателя. Хотя большинство членов организации не организованы по причине быстрого роста организации. Члены КМД не являются автоматически членами НКПН, так как КМД является независимой организацией.
В НКПН существует определённая проблема между поколениями активистов партии. В течение длительного времени — до 2000-х годов — партия состояла преимущественно из активистов старше 40 лет. Быстрый приток молодёжи в последние годы вызвал определённые проблемы, учитывая нынешнюю структуру коммунистического движения в Нидерландах. Коротко говоря, рост идет быстрее, чем партия может развивать отделения на местах и внутренние структуры партии.